# Lätt weltervikt i boxning vid olympiska sommarspelen 1980
Resultat från boxning vid olympiska sommarspelen 1980 och herrarnas lätt weltervikt. De 30 boxarna vägde under 63,5 kg. Tävlingarna arrangerades i Indoor Stadium of the Olympiski Sports Complex i Moskva.

## Medaljörer
| Klass           | Guld                   | Silver                           | Brons                      |
| Lätt weltervikt | Patrizio Oliva Italien | Serik Konakbayev · Sovjetunionen | José Aguilar · Kuba        |
| Lätt weltervikt | Patrizio Oliva Italien | Serik Konakbayev · Sovjetunionen | Tony Willis Storbritannien |

## Resultat

### Första rundan
| Vinnare                 | Resultat      | Förlorare                   |
| Första rundan           | Första rundan | Första rundan               |
| ----------------------- | ------------- | --------------------------- |
| Anthony Willis (GBR)    | 5-0           | Jaime Soares França (BRA)   |
| Shadrach Odhiambo (SWE) | 4-1           | Bogdan Gajda (POL)          |
| Boualem Belaouane (ALG) | 5-0           | Barrington Cambridge (GUY)  |
| Ace Rusevski (YUG)      | 4-1           | Margarit Anastasov (BUL)    |
| Patrizio Oliva (ITA)    | RSC-1         | Aurelien Agnan (BEN)        |
| Farez Halabi (SYR)      | 3-2           | Kampanath (LAO)             |
| John Mundunga (UGA)     | 4-1           | Nelson José Rodriguez (VEN) |
| Farouk Jawad (IRQ)      | 5-0           | Peter Aydele (NGR)          |
| José Aguilar (CUB)      | RSC-1         | Martin Brerton (IRL)        |
| Ryu Bun-Hwa (PRK)       | RSC-1         | Bishnu Malakar (NEP)        |
| Dietmar Schwarz (GDR)   | 5-0           | Teddy Makofi (ZAM)          |
| José Angel Molina (PUR) | 5-0           | Ebrahim Saide (ETH)         |
| Imre Bacskai (HUN)      | 4-1           | Paul Kamela Fogang (CMR)    |
| Serik Konakbayev (URS)  | 5-0           | Simion Cuțov (ROU)          |

### Andra rundan
| Vinnare                 | Resultat     | Förlorare               |
| Andra rundan            | Andra rundan | Andra rundan            |
| ----------------------- | ------------ | ----------------------- |
| William Lyimo (TAN)     | 5-0          | Khast Jamgan (MGL)      |
| Anthony Willis (GBR)    | 5-0          | Shadrach Odhiambo (SWE) |
| Ace Rusevski (YUG)      | 5-0          | Boualem Belaouane (ALG) |
| Patrizio Oliva (ITA)    | RSC-3        | Farez Halabi (SYR)      |
| Farouk Jawad (IRQ)      | KO-1         | John Mundunga (UGA)     |
| José Aguilar (CUB)      | 4-1          | Ryu Bun-Hwa (PRK)       |
| José Angel Molina (PUR) | RSC-3        | Dietmar Schwarz (GDR)   |
| Serik Konakbayev (URS)  | RET-2        | Imre Bacskai (HUN)      |

### Kvartsfinaler
| Vinnare               | Resultat      | Förlorare               |
| Kvartsfinaler         | Kvartsfinaler | Kvartsfinaler           |
| --------------------- | ------------- | ----------------------- |
| Anthony Willis (GBR)  | KO-3          | William Lyimo (TAN)     |
| Patrizio Oliva (ITA)  | 3-2           | Ace Rusevski (YUG)      |
| José Aguilar (CUB)    | RSC-3         | Farouk Jawad (IRQ)      |
| Serik Konakbaev (URS) | WO            | José Angel Molina (PUR) |

### Semifinaler
| Vinnare                | Resultat    | Förlorare            |
| Semifinaler            | Semifinaler | Semifinaler          |
| ---------------------- | ----------- | -------------------- |
| Patrizio Oliva (ITA)   | 5-0         | Anthony Willis (GBR) |
| Serik Konakbayev (URS) | 4-1         | José Aguilar (CUB)   |

### Final
| Vinnare              | Resultat | Förlorare              |
| Final                | Final    | Final                  |
| -------------------- | -------- | ---------------------- |
| Patrizio Oliva (ITA) | 4-1      | Serik Konakbayev (URS) |